# Фестивал отворених дворишта у Кордоби
Фестивал отворених дворишта у Кордоби (шпански Festival de los Patios Cordobeses) је фестивал који се сваке године, почетком маја, одржава у Кордоби. Учесници украшавају своја дворишта и отварају врата за посете у предвиђеним сатима. Године 1980. фестивал је проглашен за фестивал од националног туристичког интереса, а након дугог процеса, 6. децембра 2012. године, Унеско га је уписао на своју репрезентативну листу нематеријалног културног наслеђа човечанства.
Дворишта су током Фестивала су организована у три категорије: „Античка архитектура“, „Модерна архитектура“ и „Јединствена дворишта“. Број учесника се временом повећавао, а 2022. године је учествовало највише дворишта до сада, чак 55. Фестивал је достигао највећи број посетилаца у 2018. години, са више од милион људи, што је мај учинило најтуристичкијим месецом у Кордоби. Поред тога, фестивал је употпуњен едукативним програмом који организује Градско веће Кордобе, чији је циљ да представи архитектуру и наслеђе, као и да промовише поштовање према њима.

## Историја
Први фестивал дворишта у Кордоби сазвао је градоначелник Кордобе Франсиско Фернандез де Меса 1921. године, као „Такмичење дворишта, балкона и излога продавница“. Установљене су три награде од 100, 75 и 50 пезета које су подељене малобројним учесницима. Због лошег локалног одзива, такмичење је поново одржано тек 1933. године, када постаје популарно и када је представљено 16 дворишта широм града, са великим наградама за то време.
Током Шпанског грађанског рата (1936-39) такмичење је отказано, да би се вратило када је рат завршен 1939. године као део сајма у Кордоби. Овдашња штампа је 1943. коментарисала потребу враћања традиционалном такмичењу. Године 1944. године, расписан је конкурс, и установљени су и први критеријуми за оцењивање, као што су архитектура, декорација и њене карактеристике.
За време градоначелника Антонио Круз-Кондеа, Фестивал је значајно напредовао. Износ прве награде са повећао са 3.000 на 8.000 пезета 1962. године, последње године његове владе. Поред тога, додељивала се помоћ баштама које нису добиле никакву награду за надокнаду труда и трошкова. У циљу промоције такмичења одржавали су се концерти класичне музике и такмичења лепоте. Доласком демократије и градоначелника Хулиа Ангуита установљено је да дворишта морају бити украшена актуелним цвећем, забрањена је продаја пића, и не оцењује се наступ фламенко уметника. Године 1980. фестивал је проглашен  за фестивал од националног туристичког интереса, а 1988. године уводи се више критеријума, као што су сорта цвећа, брига о саксијама и цветним лејама и природно осветљење. Деценију касније, награде ће бити подељене у две категорије: античка архитектура (од 16. века до 1960. године) и модерна архитектура (од 1960. до данас).
Унеско је, 6. децембра 2012. године на седници одржаној у Паризу, уписао Фестивал на листу нематеријалног културног наслеђа човечанства. Последњих година и због наведене декларације, број посетилаца не престаје да расте, достигавши и преко милион туриста за две недеље колико Фестивал траје. Године 2020. први је пут да је Фестивал одржано у октобру због пандемије ковида-19, док се следеће године вратио на традиционални месец мај. Од 2022. године број учесника је повећан на 55, и уведена је нова   категорија „Једниствена дворишта“, за непрофитне верске субјекате, удружења или конгрегација које се налазе у оквиру историјског центра.